# Smoleaj, Borzna
Smoleaj (în ucraineană Смоляж) este o comună în raionul Borzna, regiunea Cernihiv, Ucraina, formată numai din satul de reședință.

## Demografie
Componența lingvistică a comunei Smoleaj
     Ucraineană (99,02%)
     Alte limbi (0,97%)
Conform recensământului din 2001, majoritatea populației comunei Smoleaj era vorbitoare de ucraineană (99,02%), existând în minoritate și vorbitori de alte limbi.